# Protoariciella australiensis
Protoariciella australiensis är en ringmaskart som beskrevs av Hartmann-Schröder 1981. Protoariciella australiensis ingår i släktet Protoariciella och familjen Orbiniidae. Inga underarter finns listade i Catalogue of Life.